# Internazionali d’Italia 2006
Die Internazionali d’Italia 2006 sind der Name eines Tennisturniers der WTA Tour 2006 für Damen sowie eines Tennisturniers der ATP Tour 2006 für Herren, welche zeitgleich vom 13. bis zum 21. Mai 2006 in Rom stattfanden.